# 1664 Felix
1664 Felix eller 1929 CD är en asteroid i huvudbältet som upptäcktes 4 februari 1929 av den belgiske astronomen Eugène Joseph Delporte i Uccle. Det har fått sitt namn efter den belgiske författaren Felix Timmermans.
Asteroiden har en diameter på ungefär 8 kilometer.